# Plan Dudok

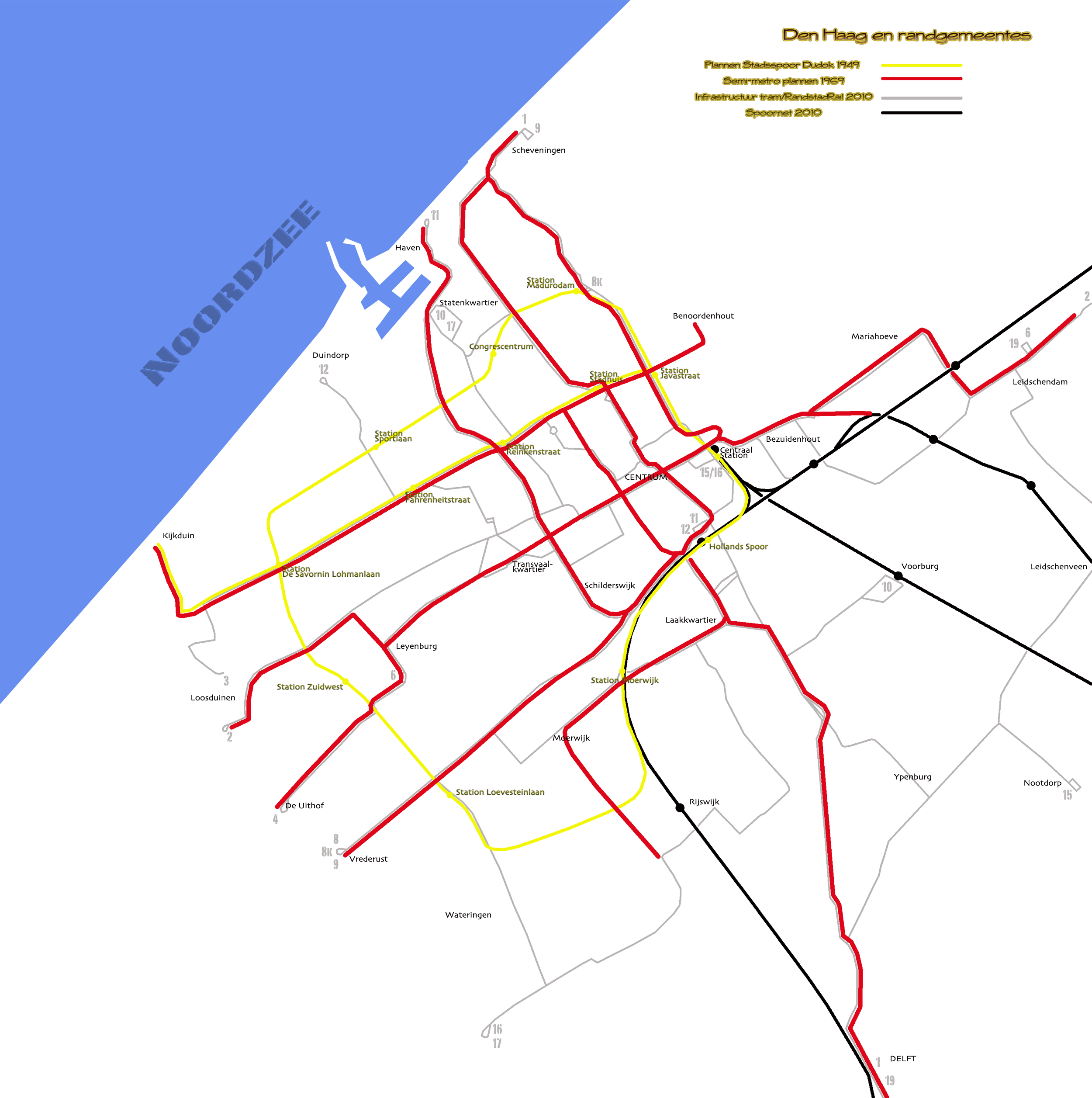
Schematisch overzicht van het Haagse semi-metro plan (rood) en het plan Dudok met ringspoor (geel)

Het Plan Dudok was een structuurplan van Willem Dudok om Den Haag na de grote schade van de Tweede Wereldoorlog weer op te bouwen, inclusief nieuwe wijken, wegen en openbaar vervoer.

## Aanloop
De Tweede Wereldoorlog sloeg grote wonden in Den Haag (bombardement op het Bezuidenhout) en het stadscentrum was –vooral in het Spuikwartier– door jarenlange verwaarlozing een samenraapsel van open plekken en slechte bebouwing. De Stedenbouwkundige Willem Dudok werd door de gemeente aangesteld en voor de volgende uitdagingen gesteld: 
- De herontwikkeling van de gebieden die de bezetter had laten afbreken voor de aanleg van de Atlantikwall;
- Aanpak van de woningnood door nieuwe wijken te ontwerpen;
- Het ontwikkelen van een visie op het verwaarloosde stadscentrum.

## Het structuurplan
Het resultaat was in 1949 het ‘Structuurplan Groot ’s-Gravenhage’. Het was een langetermijnplan tot 1975, wanneer volgens de prognoses 850.000 inwoners zouden zijn, maar Den Haag heeft er nooit meer dan circa 650.000 gekend. Dus werd ook een flinke verkeerstoename verwacht. De auto werd door Dudok gezien als hét toekomstig vervoermiddel, en hij tekende brede wegen naar de zuidwestelijk stadsuitbreidingen Moerwijk, Bouwlust, Morgenstond, Vrederust en Berestein. Toch ontwierp hij ook nieuwe openbaar vervoer lijnen.
Na de oorlog was ook bij de HTM de schade groot. Het wagenpark was er slecht aan toe en in eerste instantie waren er geen rijvaardige bussen meer over. Gedacht werd dat de kleine trams het groeiende vervoer dan niet aankunnen. Dudok pleitte daarom voor sneltrams tussen diverse centra. Een daarvan was gepland bij het toen nog te bouwen Congrescentrum, en een ander ter hoogte van Kerketuinen. Dudok pleitte voor het ondergronds brengen van het Staatsspoor en ombouw ervan tot een Centraal Station zodat de barrière tussen stadscentrum en Bezuidenhout wordt verkleind. In het Spuikwartier tekent hij het nieuwe Haagse stadhuis. 

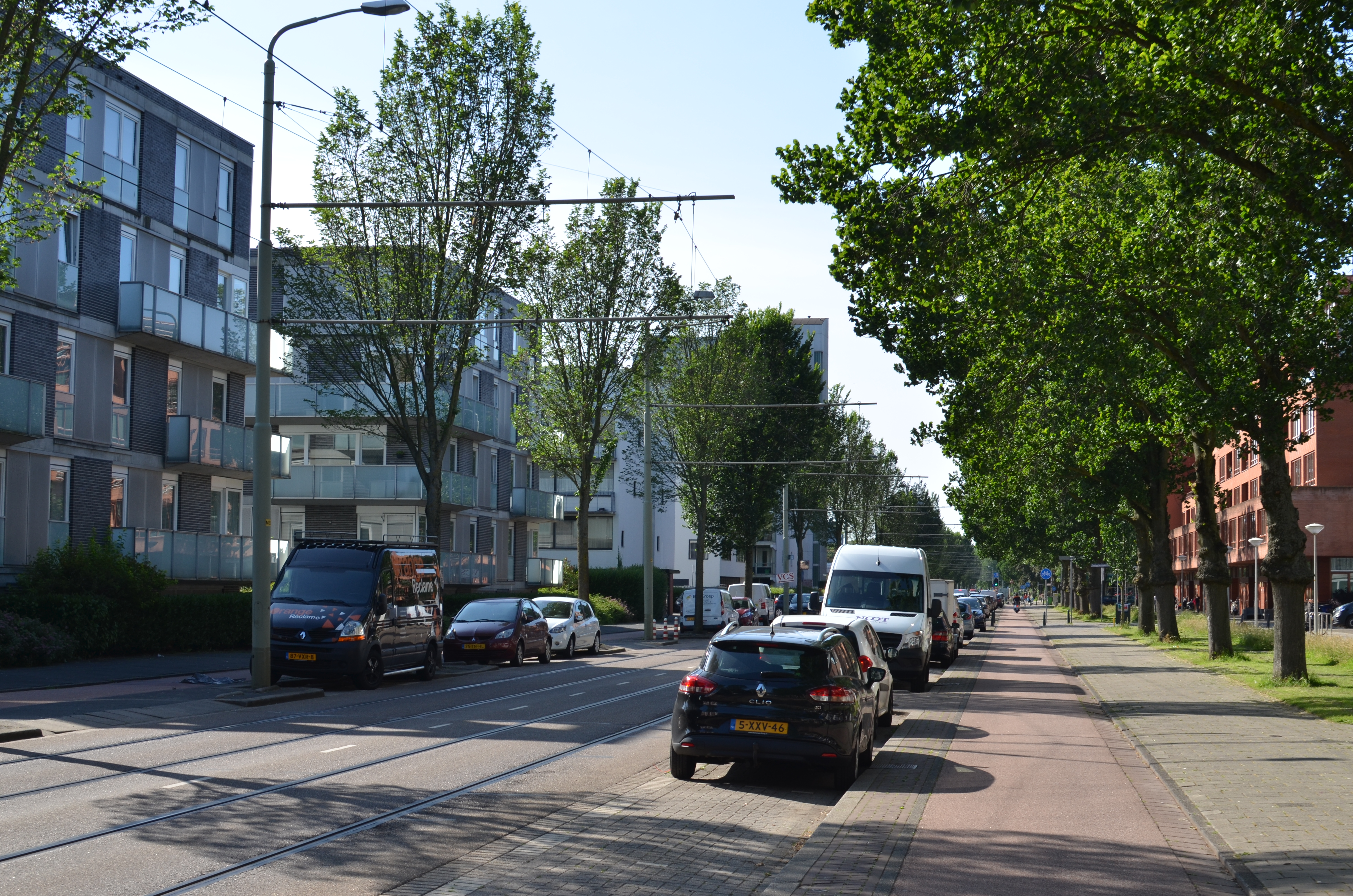
De lege strook langs de Dedemsvaartweg, hier links gezien, werd in de jaren 1990 met woningen volgebouwd.

Hij bedacht een soort stadsspoorweg die als een ring de centra met elkaar moest verbinden. De lijn loopt vanaf Staatsspoor naar Madurodam en buigt  daar africhting Sportlaan. Verderop gaat de volgende bocht naar Savornin Lohmanplein. Vervolgens via Groen van Prinstererlaan en Dedemsvaartweg. Daarna via de Noordweg en Van Vredenburchweg, om daar aan te sluiten op de spoorlijn Den Haag—Delft. Ook was een dwarslijn voorzien over de gehele Laan van Meerdervoort en Javastraat. Doortrekking naar de badplaats Kijkduin was een optie. 
De plannen werden serieus overwogen, en daarom werd jarenlang een brede strook vrijgehouden naast de Dedemsvaartweg, al waar ook een stadsautoweg moest komen. En passant tekende de gemeente op eigen initiatief nog meerdere ondergrondse tramlijnen erbij: er verschenen lijnen onder de Grote Marktstraat, Prinsegracht, Melis Stokelaan en het Spui.
Financieel bleken de meeste plannen echter onhaalbaar. Dus ging het niet door, maar decennia later kwamen min of meer zulke plannen toch weer aan de orde of werden alsnog uitgevoerd, maar dan in andere vorm en met een andere naam. 

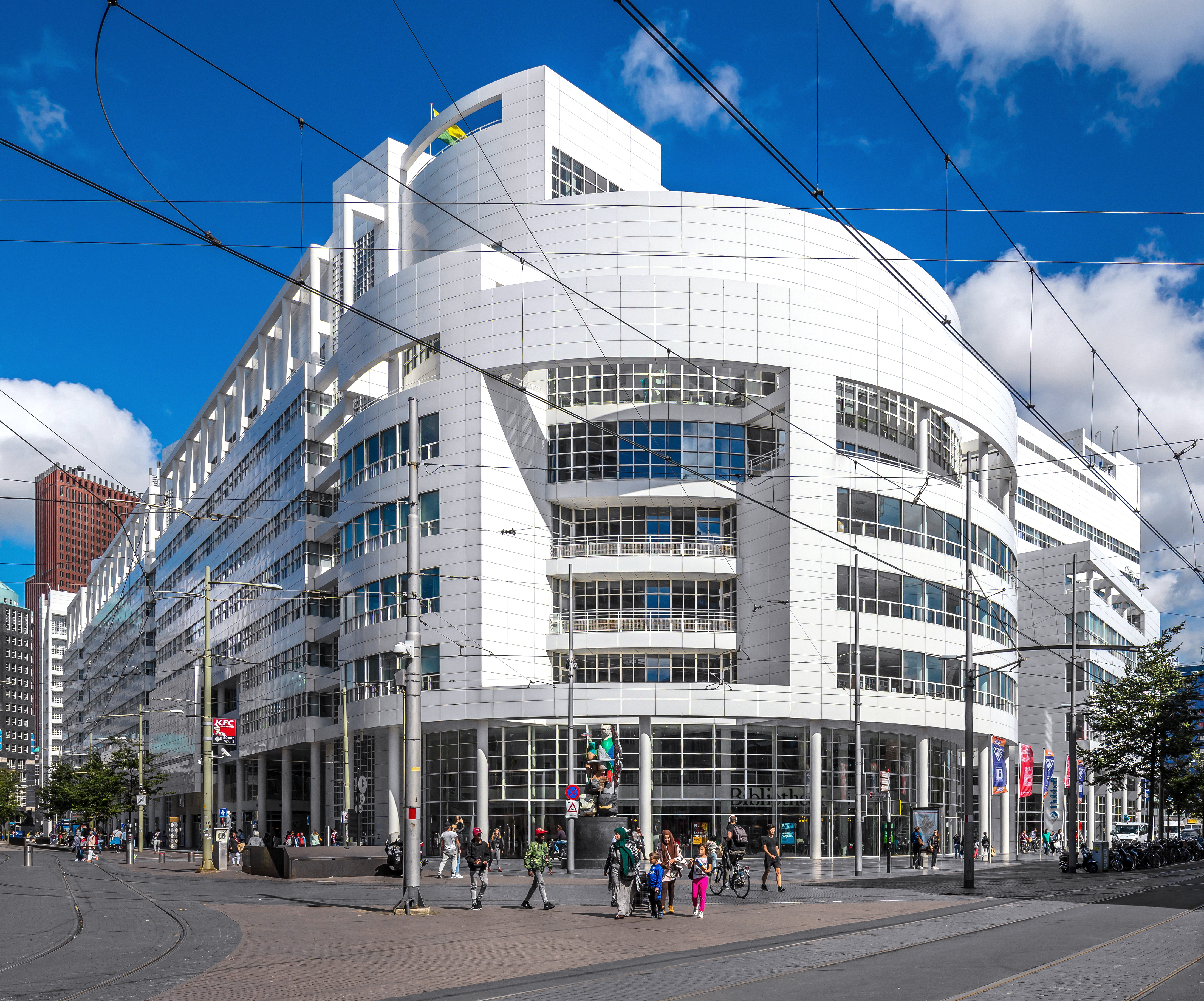
Het door Richard Meier ontworpen stadhuis.

### Realisering
Van de volgende punten van Dudoks plannen zijn er meer of minder (grote) delen wel of niet verwezenlijkt: 
- De ondertunneling Laan van Meerdervoort en de ring-spoorlijn zijn er niet gekomen.
- Het idee van Den Haag als regeringscentrum is verwezenlijkt: uiteindelijk werden bijna alle ministeries in Den Haag Centrum gevestigd. Maar niet naar zijn structuurontwerp.
- Het congrescentrum op de voormalige Atlantikwall is gerealiseerd, zij het op een andere plek; ironisch genoeg kreeg het Congrescentrum (nu World Forum geheten) eigenlijk nooit permanent goed en veel openbaar vervoer voor de deur, terwijl Dudok juist daar een soort "transferium" in gedachten had. Vanwege die 'slechte' bereikbaarheid reden jarenlang de speciale concertbuslijnen 31, 32 en 33.
- De verkeersweg Segbroeklaan met bebouwing ernaast is gerealiseerd;
- Het staatsspoor is omgebouwd tot ondergronds Centraal Station: zij het niet ondergronds;
- Het stadhuis in het centrum, pas opgeleverd in 1995; idee geclaimd door de Haagse ex-wethouder Adri Duivesteijn.